# Бюккен
Бюккен (нем. Bücken) — община в Германии, в земле Нижняя Саксония.
Входит в состав района Ниэнбург-на-Везере. Подчиняется управлению Графшафт Хойа. Население составляет 2161 человек (на 31 декабря 2010 года). Занимает площадь 32 км².
Коммуна подразделяется на 5 сельских округов.
| Год  | Население |
| ---- | --------- |
| 1990 | 2141      |
| 1995 | 2250      |
| 2000 | 2263      |
| 2005 | 2244      |
| 2010 | 2154      |

## Знаменитые земляки
- Кольдевей, Карл (1837—1908) — немецкий путешественник